# Iwet Lalowa-Collio
Iwet Miroslawowa Lalowa-Collio (bulgarisch Ивет Мирославова Лалова-Колио, engl. Transkription Ivet Lalova-Collio; * 18. Mai 1984 in Sofia als Iwet Lalowa) ist eine bulgarische Sprinterin.

## Sportliche Laufbahn
Erste internationale Erfahrungen sammelte Iwet Lalowa-Collio 2001 bei den Jugendweltmeisterschaften in Debrecen, bei denen sie über 100 Meter bis in das Halbfinale gelangte und dort mit 12,00 s ausschied. Zudem gelangte sie im 200-Meter-Lauf bis in das Finale und wurde dort in 24,39 s Vierte. Anschließend nahm sie im 100-Meter-Lauf am Europäischen Olympischen Jugendfestival in Murcia teil und belegte dort in 12,12 s Platz fünf. Im Jahr darauf erreichte sie bei den Juniorenweltmeisterschaften in Kingston das Halbfinale über 100 Meter, in dem sie mit 11,83 s ausschied. 2003 siegte sie bei den Junioreneuropameisterschaften in Tampere in 11,43 s und 22,88 s über 100 und 200 Meter und feierte damit ihre ersten Titelgewinne. Im Vorfeld der Olympischen Sommerspiele von Athen lief sie beim Europacup in Plowdiw 10,77 s über 100 Meter und damit eine der schnellsten Zeiten, die jemals bis zu diesem Zeitpunkt gelaufen wurde. Nur die Europarekordlerin Christine Arron, Weltrekordlerin Florence Griffith-Joyner, Marion Jones, Evelyn Ashford und Merlene Ottey waren zu diesem Zeitpunkt schneller gelaufen. Über 100 Meter gelangte Lalowa-Collio bis in das Finale und verpasste dort als Vierte in 11,00 s um drei Hundertstelsekunden eine Medaille. Auch über 200 Meter erreichte sie das Finale und belegte dort in 22,57 s Rang fünf. Im Jahr darauf siegte sie bei den Halleneuropameisterschaften in Madrid in 22,91 s über 200 Meter. Im Juni 2005 brach sich Lalowa-Collio den Oberschenkelknochen, als sie mit einer anderen Athletin kollidierte und konnte in den folgenden Jahren nicht mehr an ihre vielversprechenden Leistungen als Juniorin anknüpfen.
Erst 2007 bestritt sie wieder Wettkämpfe und qualifizierte sich über 100 Meter auch für die Weltmeisterschaften in Osaka, bei denen sie mit 11,33 s im Viertelfinale ausschied. Bei den Hallenweltmeisterschaften in Valencia ging sie im 60-Meter-Lauf an den Start und schied dort mit 7,31 s im Halbfinale aus. Im Sommer nahm sie erneut an den Olympischen Spielen in Peking teil erreichte dort über 100 Meter das Halbfinale, in dem sie mit 11,51 s ausschied und über 200 Meter schied sie mit 23,15 s im Viertelfinale aus. 2009 erreichte sie bei den Weltmeisterschaften in Berlin über 100 Meter das Viertelfinale und schied dort mit 11,54 s aus und über 200 Meter scheiterte sie mit 23,60 s bereits in der ersten Runde. 2010 schied sie bei den Hallenweltmeisterschaften in Doha mit 7,41 s über 60 Meter im Halbfinale aus. Im Juli nahm sie erstmals an den Europameisterschaften in Barcelona teil und schied dort mit 11,58 s in der ersten Runde über 100 Meter aus und konnte sich auch mit der bulgarischen 4-mal-100-Meter-Staffel in 44,72 s nicht für das Finale qualifizieren. Erst bei den Weltmeisterschaften 2011 im südkoreanischen Daegu lief sie über 100 Meter bis in das Finale und belegte dort in 11,27 s Rang sieben. Zudem schied sie über 200 Meter mit 23,03 s im Halbfinale aus.
2012 wurde sie bei den Hallenweltmeisterschaften in Istanbul in 7,27 s Achte über 60 Meter und bei den Europameisterschaften in Helsinki feierte sie mit dem Titelgewinn über 100 Meter in 11,28 s ihren bisher größten Erfolg. Über 200 Meter gelangte sie bis in das Halbfinale, in welchem sie mit 23,26 s ausschied. Damit qualifizierte sie sich bereits zum dritten Mal für die Olympischen Spiele in London, bei denen sie über 100 Meter mit 11,31 s im Halbfinale aus, wie auch über 200 Meter mit 22,98 s. 2013 gewann sie bei den Halleneuropameisterschaften in Göteborg in 7,12 s die Bronzemedaille über 60 Meter hinter der Ukrainerin Marija Rjemjen und Myriam Soumaré, nachdem ihrer Landsfrau Tesdschan Naimowa die Goldmedaille wegen Dopings aberkannt worden war. Im August gelangte sie bei den Weltmeisterschaften in Moskau über 100 und 200 Meter bis in das Halbfinale, in dem sie mit 11,10 s und 22,81 s ausschied. Im Jahr darauf belegte sie bei den Europameisterschaften in Zürich in 11,33 s Rang fünf über 100 Meter und schied über 200 Meter mit 23,30 s im Halbfinale aus. Zudem konnte sie sich mit der Staffel in 44,53 s nicht für das Finale qualifizieren.
2015 schied sie bei den Halleneuropameisterschaften in Prag mit 7,27 s im Halbfinale aus. Im Sommer gelangte sie bei den Weltmeisterschaften in Peking gelangte sie trotz Saisonbestleistung von 11,09 s nicht bis in das Halbfinale. Über 200-Meter konnte sie sich steigern und erreichte nach zahlreichen Verletzungen eine neue persönliche Bestleistung im Halbfinale von 22,32 s und belegte später im Finale in 22,41 s den siebten Platz. 2016 gewann sie bei den Europameisterschaften in Amsterdam in 11,20 s die Silbermedaille hinter der Niederländerin Dafne Schippers und über 200 Meter musste sie sich in 22,52 s nur der Britin Dina Asher-Smith geschlagen geben. Im August nahm sie bereits zum vierten Mal an den Olympischen Spielen in Rio de Janeiro teil und gelangte dort bis in das Halbfinale, konnte dort wegen einer Verletzung nicht an den Start gehen. Über 200-Meter gelangte sie mit Saisonbestleistung bis in das Finale und belegte dort in 22,69 s den achten Platz. Im Jahr darauf gelangte sie bei den Weltmeisterschaften in London über 100 und 200 Meter bis in das Halbfinale, in dem sie mit 11,25 s und 22,96 s ausschied.
2018 nahm sie an den Europameisterschaften in Berlin nur über 200 Meter teil und wurde dort in 22,82 s Fünfter. Im Jahr darauf gelangte sie bei den Weltmeisterschaften in Doha bis in das Finale und belegte dort in 22,77 s den siebten Platz. 2021 erreichte sie bei den Balkan-Meisterschaften in Smederevo nach 24,75 s Rang sieben im C-Lauf und startete dann über diese Distanz bei den Olympischen Spielen in Tokio teil und scheiterte dort mit Saisonbestleistung von 23,39 s in der ersten Runde aus.
2004, 2005 und 2009 wurde Lalowa-Collio bulgarische Meisterin im 100-Meter-Lauf sowie 2004 auch über 200 Meter. In der Halle sicherte sie sich die Meistertitel über 60 Meter 2003 und 2009.

## Persönliche Bestleistungen
- 100 Meter: 10,77 s (+0,7 m/s), 19. Juni 2004 in Plowdiw (bulgarischer Rekord)
  - 60 Meter (Halle): 7,12 s, 3. März 2013 in Göteborg
- 200 Meter: 22,32 s (−0,1 m/s), 27. August 2015 in Peking
  - 200 Meter (Halle): 22,87 s, 1. Februar 2004 in Sofia

## Familie
Iwet Lalowas Vater Miroslaw Lalow war bulgarischer 200-Meter-Meister 1966. Seit 2013 ist sie mit dem italienischen Sprinter Simone Collio verheiratet.